# アーヴィング・ウィリアムス系列
アーヴィング・ウィリアムス系列（アーヴィング・ウィリアムスけいれつ、Irving–Williams series）とは2価の陽イオンが形成する錯体の安定度定数に関する序列のことである。
1948年にH. Irvingと R. J. P. Williamsによって提案された。
ある特定の配位子が2価の陽イオンと錯体を形成したとき、その安定度定数は金属イオンの種類に応じて以下のような大小関係になることが知られている。
これをアーヴィング・ウィリアムス系列という。この順序は配位子の種類にはほとんど影響されない。
{\displaystyle {\rm {Ba^{2+}<Sr^{2+}<Ca^{2+}<Mg^{2+}<Mn^{2+}<Fe^{2+}<Co^{2+}<Ni^{2+}<Cu^{2+}>Zn^{2+}}}}
この序列はほぼその陽イオンのイオン半径が小さくなっていくのと一致している。
同じ電荷であればイオン半径が小さいほど配位子との間に強いクーロン力が働くので、強い結合が生じ錯体が安定になることを反映している。
系列の最初の第2族元素については周期表の下の元素ほど最外殻電子への核電荷の遮蔽が弱くなるのでイオン半径が大きくなる。
系列の後半の遷移元素についてはd電子の遮蔽への寄与が小さいため、原子番号が大きくなるほど核電荷の影響が大きくなりイオン半径は小さくなる。
また、遷移元素については配位子場によるd電子のエネルギーの低下もこの序列に寄与している。
アーヴィング・ウィリアム系列は主に八面体型の高スピン錯体で検証されている。
高スピン錯体ではd電子数d5(Mn2+)で配位子場による安定化はゼロであるが、d6、d7と配位子場による安定化が大きくなりd8(Ni2+)で最大となる。
しかしd9(Cu2+)では配位子場による安定化はかえって小さくなるが、系列では逆にここで安定度定数が最大になる。
これはd9の錯体ではヤーン・テラー効果により錯体が歪み、配位子と陽イオンの結合距離が小さくなるため、クーロン力による安定化が大きくなり、配位子場による安定化の減少を補うためと考えられている。
d10(Zn2+)では配位子場による安定化もヤーン・テラー効果による安定化もなくなるため、d9よりも安定度は低下する。